# ناحیه هولابرون
ناحیه هولابرون (به آلمانی: Hollabrunn District) یک ناحیه در اتریش است که در نیدراسترایش واقع شده‌است. ناحیه هولابرون ۵۰٬۰۷۰ نفر جمعیت دارد.